# Шамеева, Наталья Хамидовна
Наталья Хамидовна Шамеева (род. 30 декабря 1939, Москва) — российская арфистка. Заслуженный деятель искусств Российской федерации, заслуженная артистка Российской федерации.
С восьмилетнего возраста училась в музыкальной школе имени Гнесиных у основателя советской школы арфистов Марка Рубина. Окончила Музыкально-педагогический институт имени Гнесиных (1962), ученица Киры Сараджевой, далее училась в аспирантуре Московской консерватории у Веры Дуловой. В 1965 году удостоена третьей премии Международного конкурса арфистов в Израиле, в 1969 году выиграла Международный конкурс арфистов Хартфордского университета.
В 1962—1970 гг. солистка Москонцерта, с 1970 г. — оркестра Большого театра. В 1976 году записала сольный альбом с произведениями Антуана Франсиска, Карлоса Сальседо, Габриэля Форе, Эрнста Кшенека, Анриетты Ренье и Сергея Слонимского. В 2013 году отметила 50-летие творческой деятельности сольным концертом в Российской академии музыки.
В 1967—1970 гг. преподавала в Московской консерватории, с 1977 года по настоящее время — в Музыкально-педагогическом институте имени Гнесиных (ныне Российская академия музыки). Кандидат искусствоведения. Опубликовала монографию «История развития отечественной музыки для арфы (XX век)» (1994, английский перевод 1997). Составила сборник «Произведения российских композиторов для арфы» (2015).